# Bristol 403
El Bristol 403 es un modelo de automóvil de lujo que se produjo entre 1953 y 1955 por el fabricante inglés Bristol Aeroplane Co. (cuya división de automóviles más tarde se convertiría en Bristol Cars). Reemplazó al Bristol 401 y 402 en 1953 y estuvo en producción durante dos años.

## Características

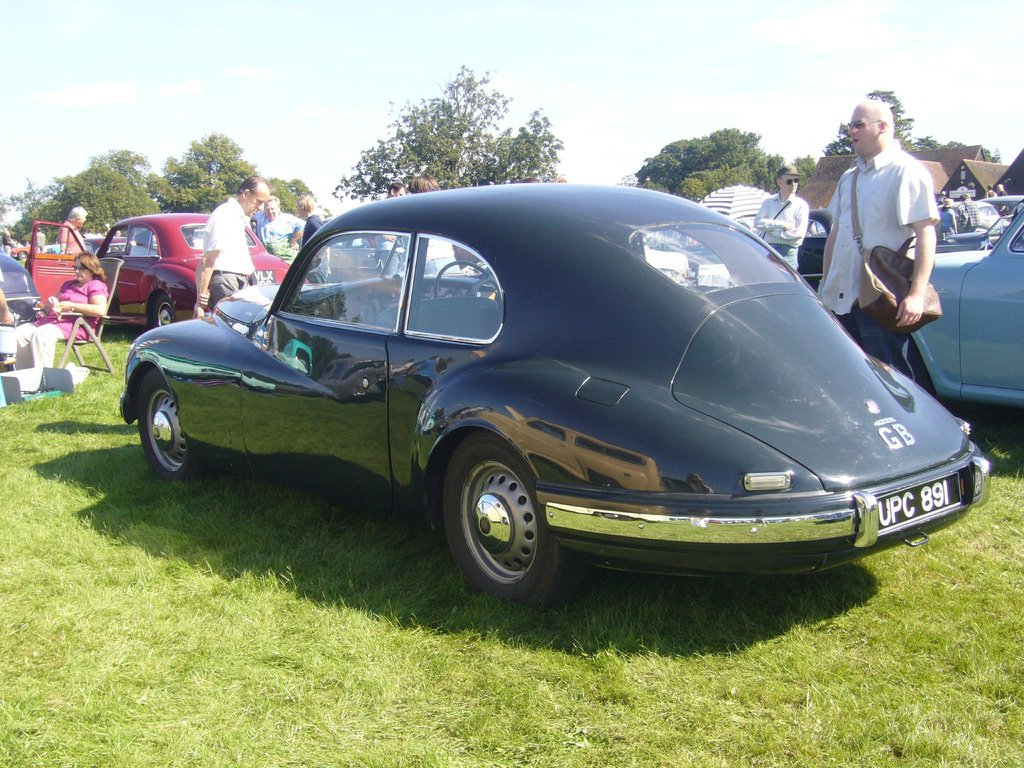
Bristol 403

Se conservó gran parte del mismo estilo del 401, pero presentaba muchas mejoras mecánicas en comparación con el modelo anterior. El motor de 1971 cc y seis cilindros fue modificado mediante la utilización de grandes válvulas , con un diámetro de 54 mm frente a los 51 mm del 401, que aumentó la potencia a 100 CV (75 kW), frente a los 85 CV (63 kW) en el 401. La aceleración se mejoró notablemente: el 403 podría alcanzar los 97 km/h en 13,4 segundos, frente a 16,4 segundos para el 401. El 403 alcanzaba una velocidad máxima de 104 millas por hora (167 km/h)
Para hacer frente a este aumento de potencia, una barra estabilizadora fue instalada en la suspensión delantera y también se le instalaron frenos de tambor, conocidos como "Alfins". Los primeros modelos tenían frenos en todas las ruedas, pero Bristol pensó que el coche se pasaba de frenada, por lo que limitó los frenos a las ruedas delanteras en los últimos modelos 403.
El 403 fue el último modelo de Bristol con parrilla delantera estilo BMW de doble riñón. Además es uno de los primeros vehículos en tener dos faros extras, para hacer un total de cuatro faros delanteros, antes de la adopción de este diseño por parte de otros constructores.